# Epsilon Draconis
Epsilon Draconis (ε Dra / ε Draconis), nota anche come Tyl, è una stella visibile nella costellazione del Dragone, distante 148 anni luce dal sistema solare.

## Osservazione
Si tratta di una stella situata nell'emisfero celeste boreale; la sua declinazione (+70 17') la fa apparire fortemente settentrionale, il che la rende ben visibile dal nostro pianeta nelle regioni dell'emisfero nord, ove appare circumpolare; dall'emisfero sud risulta invece parzialmente visibile solamente per una piccola fascia prospiciente l'equatore. Essendo di magnitudine apparente pari a 3,8, risulta facilmente osservabile ad occhio nudo, a patto di avere a disposizione un cielo buio.
Il periodo migliore per la sua osservazione nel cielo serale ricade nei mesi estivi, in cui la costellazione transita in meridiano a mezzanotte, ma, data la natura circumpolare, dall'emisfero nord è agevolmente osservabile durante tutto l'anno.

## Dati fisici
ε Draconis è una gigante gialla di classe spettrale G8III, con una temperatura superficiale di 4993 K. Il suo raggio è 10 volte maggiore di quello solare, la sua luminosità 67 volte l'equivalente solare e la massa 2-2,7 volte superiore alla massa solare. La sua metallicità sembra invece inferiore a quella solare; diverse fonti restituiscono un valore compreso tra il 48% e il 66% della metallicità solare.
Come tutte le giganti conosciute, anche  ε Draconis ruota molto lentamente sul proprio asse, con una velocità di rotazione pari a 1,2 km/s. La sua età è stimata sui 500 milioni di anni.

## Il sistema
Un telescopio di 10 cm di apertura o superiore permette di distinguere attorno a  ε Draconis orbita una piccola compagna di magnitudine +7,1, situata a 3,2 secondi d'arco dalla principale. Si tratta probabilmente di una nana arancione di classe K5, separata dalla gigante da circa 130 UA di distanza.